# Campionati europei di atletica leggera 2024 - Salto in lungo femminile
La gara del salto in lungo femminile dei campionati europei di atletica leggera 2024 si è svolta l'11 e il 12 giugno.

## Podio
| Pos.    | Atleta            | Nazionalità | Tempo  |
| ------- | ----------------- | ----------- | ------ |
| Oro     | Malaika Mihambo   | Germania    | 7,22 m |
| Argento | Larissa Iapichino | Italia      | 6,94 m |
| Bronzo  | Agate de Sousa    | Portogallo  | 6,91 m |

## Situazione pre-gara

### Record
Prima di questa competizione, il record del mondo, il record europeo e il record dei campionati erano i seguenti.
| Record                | Prestazione | Atleta                             | Data e luogo                                | Competizione                  |
| --------------------- | ----------- | ---------------------------------- | ------------------------------------------- | ----------------------------- |
| Record mondiale       | 7,52 m      | Galina Čistjakova Unione Sovietica | 11 giugno 1988 Leningrado, Unione Sovietica | Leningrad Znamenskiy Memorial |
| Record europeo        | 7,52 m      | Galina Čistjakova Unione Sovietica | 11 giugno 1988 Leningrado, Unione Sovietica | Leningrad Znamenskiy Memorial |
| Record dei campionati | 7,30 m      | Heike Drechsler Germania Est       | 28 agosto 1990 Spalato, Jugoslavia          | Campionati europei 1990       |

### Campionesse in carica
Le campionesse in carica a livello europeo erano:
| Campione       | Atleta                       | Prestazione | Data e luogo                               | Competizione                   |
| -------------- | ---------------------------- | ----------- | ------------------------------------------ | ------------------------------ |
| Europea        | Ivana Vuleta Serbia          | 7,06 m      | 18 agosto 2022 Monaco di Baviera, Germania | Campionati europei 2022        |
| Europeo indoor | Jazmin Sawyers Gran Bretagna | 7,00 m(i)   | 5 marzo 2023 Istanbul, Turchia             | Campionati europei indoor 2023 |

### La stagione
Prima di questa gara, le atlete con le migliori tre prestazioni europee dell'anno erano:
| Pos. | Atleta                   | Prestazione | Data e luogo                       |
| ---- | ------------------------ | ----------- | ---------------------------------- |
| 1    | Malaika Mihambo Germania | 6,95 m(i)   | 23 febbraio 2024 Berlino, Germania |
| 1    | Mikaelle Assani Germania | 6,91 m(i)   | 18 febbraio 2024 Leipzig, Germania |
| 3    | Larissa Iapichino Italia | 6,86 m      | 26 maggio 2024 Palermo, Italia     |

## Risultati

### Qualificazioni
I turni di qualificazione si sono tenuti l'11 giugno a partire dalle ore 10:35.
Accedono alla finale le atlete di ogni gruppo che raggiungono la misura di 6,70 m (Q) o le 12 migliori prestazioni (q).
| Pos. | Gruppo | Atleta                   | Nazionalità | 1ª prova        | 2ª prova        | 3ª prova        | Misura          | Note                                     |
| ---- | ------ | ------------------------ | ----------- | --------------- | --------------- | --------------- | --------------- | ---------------------------------------- |
| 1    | B      | Malaika Mihambo          | Germania    | 7,03 m -1,3 m/s |                 |                 | 7,03 m -1,3 m/s | Q                                        |
| 2    | B      | Annik Kälin              | Svizzera    | x -0,1 m/s      | 6,83 m +2,3 m/s |                 | 6,83 m +2,3 m/s | Q                                        |
| 3    | B      | Hilary Kpatcha           | Francia     | 6,61 m +0,8 m/s | 6,82 m +0,8 m/s |                 | 6,82 m +0,8 m/s | Q                                        |
| 4    | A      | Agate de Sousa           | Portogallo  | 6,72 m +0,1 m/s |                 |                 | 6,72 +0,1 m/s   | Q                                        |
| 5    | B      | Alina Rotaru-Kottmann    | Romania     | 6,63 m -1,4 m/s | 5,08 m -0,7 m/s | 6,71 m -0,4 m/s | 6,71 m -0,4 m/s | Q =                                      |
| 6    | A      | Plamena Mitkova          | Bulgaria    | 6,42 m +0,4 m/s | 6,52 m +0,1 m/s | 6,71 m -1,4 m/s | 6,71 m -1,4 m/s | Q                                        |
| 7    | A      | Larissa Iapichino        | Italia      | 6,71 m -0,8 m/s |                 |                 | 6,71 m -0,8 m/s | Q                                        |
| 8    | A      | Fátima Diame             | Spagna      | 6,50 m +0,4 m/s | 6,28 m +0,1 m/s | 6,70 m +0,3 m/s | 6,70 m +0,3 m/s | Q                                        |
| 9    | B      | Mikaelle Assani          | Germania    | 6,67 m -0,4 m/s | x +2,7 m/s      | r               | 6,67 m -0,4 m/s | q                                        |
| 10   | A      | Jogailė Petrokaitė       | Lituania    | x -1,4 m/s      | 6,65 m -0,3 m/s | 6,49 m -0,2 m/s | 6,65 m -0,3 m/s | q                                        |
| 11   | A      | Magdalena Bokun          | Polonia     | 6,65 m -1,0 m/s | x +0,7 m/s      | x -0,9 m/s      | 6,65 m -1,0 m/s | q                                        |
| 12   | B      | Filippa Kviten           | Cipro       | 6,37 m -2,2 m/s | 6,57 m +1,2 m/s | 6,63 m +0,6 m/s | 6,63 m +0,6 m/s | q                                        |
| 13   | A      | Pauline Hondema          | Paesi Bassi | x -1,6 m/s      | 6,17 m -0,8 m/s | 6,63 m -0,4 m/s | 6,63 m -0,4 m/s | Miglior prestazione personale stagionale |
| 14   | A      | Maja Åskag               | Svezia      | 6,20 m -0,8 m/s | 6,60 m -0,7 m/s | 6,52 m -1,5 m/s | 6,60 m -0,7 m/s | Miglior prestazione personale stagionale |
| 15   | A      | Florentina Costina Iusco | Romania     | x -0,9 m/s      | 6,58 m -0,5 m/s | x -0,6 m/s      | 6,58 m -0,5 m/s |                                          |
| 16   | B      | Tilde Johansson          | Svezia      | x -0,7 m/s      | 6,55 m +0,6 m/s | 6,29 m -1,9 m/s | 6,55 m +0,6 m/s | Miglior prestazione personale stagionale |
| 17   | A      | Milica Gardašević        | Serbia      | 6,55 m +0,2 m/s | x -0,5 m/s      | x -0,9 m/s      | 6,55 m +0,2 m/s |                                          |
| 18   | A      | Neja Filipič             | Slovenia    | 6,11 m +0,7 m/s | 6,21 m -1,3 m/s | 6,53 m +0,3 m/s | 6,53 m +0,3 m/s | Miglior prestazione personale stagionale |
| 19   | B      | Tessy Ebosele            | Spagna      | 6,47 m -0,5 m/s | 6,37 m -1,2 m/s | 6,37 m -0,7 m/s | 6,47 m -0,5 m/s |                                          |
| 20   | B      | Petra Bánhidi-Farkas     | Ungheria    | 6,22 m -1,0 m/s | 6,37 m -1,9 m/s | 6,46 m -0,1 m/s | 6,46 m -0,1 m/s |                                          |
| 21   | B      | Nikola Horowska          | Polonia     | 6,46 m +1,3 m/s | x +0,5 m/s      | 6,14 m -0,4 m/s | 6,46 m +1,3 m/s |                                          |
| 22   | A      | Laura Raquel Müller      | Germania    | 6,28 m +1,4 m/s | x +1,3 m/s      | 6,43 m -1,2 m/s | 6,43 m -1,2 m/s |                                          |
| 23   | A      | Jessica Kähärä           | Finlandia   | x -1,4 m/s      | 6,39 m -0,1 m/s | 6,18 m -0,1 m/s | 6,39 m -0,1 m/s |                                          |
| 24   | B      | Oksana Malohovec'        | Ucraina     | x +1,3 m/s      | 6,39 m -0,3 m/s | x -1,3 m/s      | 6,39 m -0,3 m/s |                                          |
| 25   | A      | Anasztázia Nguyen        | Ungheria    | x +0,5 m/s      | x -0,7 m/s      | 6,32 m -1,3 m/s | 6,32 m -1,3 m/s |                                          |
| 26   | B      | Angelina Topić           | Serbia      | x -1,1 m/s      | x -0,7 m/s      | 6,29 m -1,1 m/s | 6,29 m -1,1 m/s |                                          |
| 27   | A      | Daniela Gubler           | Svizzera    | 5,67 m +0,7 m/s | 6,26 m +1,7m/s  | 6,10 m 0,00 m/s | 6,26 m +1,7 m/s |                                          |
| -    | B      | Evelise Veiga            | Portogallo  | x -0,2 m/s      | x +1,3 m/s      | x -0,7 m/s      | nm              |                                          |
| -    | B      | Diana Lesti              | Ungheria    |                 |                 |                 | dns             |                                          |

### Finale
La finale si è tenuta il 12 giugno a partire dalle ore 20:54.
| Pos     | Atleta                | Nazionalità | 1ª prova        | 2ª prova        | 3ª prova        | 4ª prova        | 5ª prova        | 6ª prova        | Risultato       | Note                                            |
| ------- | --------------------- | ----------- | --------------- | --------------- | --------------- | --------------- | --------------- | --------------- | --------------- | ----------------------------------------------- |
| Oro     | Malaika Mihambo       | Germania    | 6,70 m -0,2 m/s | 7,22 m -1,4 m/s | x -0,6 m/s      | -               | 7,04 m +0,5 m/s | 6,54 m +0,3 m/s | 7,22 m -1,4 m/s | Miglior prestazione europea stagionale          |
| Argento | Larissa Iapichino     | Italia      | 6,82 m -0,1 m/s | 6,84 m -0,6 m/s | x -0,5 m/s      | 6,86 m +1,3 m/s | 6,90 m -0,8 m/s | 6,94 m +0,1 m/s | 6,94 m +0,1 m/s | Miglior prestazione europea stagionale under 23 |
| Bronzo  | Agate de Sousa        | Portogallo  | 6,87 m -0,4 m/s | 6,86 m -1,3 m/s | 6,91 m -0,1 m/s | x +0,7 m/s      | 6,83 m +0,1 m/s | 6,62 m +0,3 m/s | 6,91 m -0,1 m/s | Miglior prestazione personale stagionale        |
| 4       | Mikaelle Assani       | Germania    | 6,70 m -0,4 m/s | 6,67 m -0,8 m/s | 6,91 m -0,6 m/s | 6,60 m -0,6 m/s | x -0,2 m/s      | 6,71 m +0,2 m/s | 6,91 m -0,6 m/s | =                                               |
| 5       | Hilary Kpatcha        | Francia     | 6,67 m -0,9 m/s | 6,63 m -0,1 m/s | 6,88 m -0,7 m/s | 6,32 m -1,1 m/s | 6,46 m +0,2 m/s | 6,65 m +1,0 m/s | 6,88 m -0,7 m/s | Miglior prestazione personale                   |
| 6       | Annik Kälin           | Svizzera    | 6,45 m -0,6 m/s | 6,68 m -0,9 m/s | 6,82 m -0,7 m/s | x -0,3 m/s      | 6,62 m +0,3 m/s | x +0,5 m/s      | 6,82 m -0,7 m/s | Miglior prestazione personale                   |
| 7       | Plamena Mitkova       | Bulgaria    | x -0,6 m/s      | 6,80 m +0,2 m/s | x -0,2 m/s      | 6,62 m +0,3 m/s | x +0,6 m/s      | x -0,5 m/s      | 6,80 m +0,2 m/s | Miglior prestazione personale                   |
| 8       | Fátima Diame          | Spagna      | 6,69 m -0,8 m/s | x -0,8 m/s      | x -0,8 m/s      | x -0,6 m/s      | x -0,6 m/s      | 6,68 m -0,4 m/s | 6,69 m -0,8 m/s |                                                 |
| 9       | Alina Rotaru-Kottmann | Romania     | 6,54 m +0,1 m/s | 6,68 m +0,1 m/s | x -0,4 m/s      |                 |                 |                 | 6,68 m +0,1 m/s |                                                 |
| 10      | Jogailė Petrokaitė    | Lituania    | x -0,5 m/s      | 6,41 m -0,5 m/s | 6,68 m -0,5 m/s |                 |                 |                 | 6,68 m -0,5 m/s | Miglior prestazione personale stagionale        |
| 11      | Filippa Kviten        | Cipro       | 6,58 m -0,6 m/s | x -0,2 m/s      | 6,22 m -0,2 m/s |                 |                 |                 | 6,58 m -0,6 m/s |                                                 |
| 12      | Magdalena Bokun       | Polonia     | x -0,4 m/s      | x -0,4 m/s      | 6,38 m -0,5 m/s |                 |                 |                 | 6,38 m -0,5 m/s |                                                 |